# Ноћ у опери (филм)
Ноћ у опери (енгл. A Night at the Opera), или Враголије у опери, амерички је хумористички филм из 1935. године, у коме главне улоге тумаче браћа Маркс (Граучо, Чико и Харпо), док су у споредним улогама Кити Карлајл, Алан Џоунс, Маргарет Думонт, Зиг Руман и Волтер Вулф Кинг. Ово је био први од пет филмова које су браћа Маркс снимила по уговору за Metro-Goldwyn-Mayer након њиховог одласка из Paramount Pictures-а, и први након што је четврти брат, Зепо, напустио глуму. Филм су написали Џорџ С. Кауфман и Мори Рискинд на основу приче Џејмса Кевина Макгиниса, уз додатне дијалоге непотписаног Ал Босберга. Филм је режирао Сем Вуд.
Филм је био један од највећих хитова студија на биоскопским благајнама1935. године, а Конгресна библиотека га је 1993. изабрала за чување у Националном регистру филмова због „културног, историјског или естетског значаја”. Такође је укључен на 85. место ажуриране листе 100 година АФИ-ја... 100 филмова 2007. године, док је претходно заузео 12. место на листи 100 година АФИ-ја... 100 комедија.

## Радња
У ресторану у Милану, госпођу Клејпул, богату удовицу, на вечеру је позвао Отис Б. Дрифтвуд, њен пословни менаџер. Након што га открије како вечера са другом женом и седи директно иза ње, Дрифтвуд јој се придружује и убрзо је упознаје са Херманом Готлибом, директором Њујоршке оперске компаније, који такође вечера у истом ресторану. Дрифтвуд је договорио да госпођа Клејпул уложи 200.000 долара у оперску компанију, дозвољавајући Готлибу да ангажује Родолфа Ласпарија, „највећег тенора још од Каруза”.
Иза оперске сцене, хориста Рикардо Барони ангажује свог најбољег пријатеља Фјорела да му буде менаџер. Рикардо је заљубљен у сопранисткињу, Розу Касталди, којој се такође удвара Ласпари. Дрифтвуд долази иза сцене и затиче Ласпарија како напада Томаса, његовог костимографа; Томасо онесвести Ласпарија ударајући га маљем по глави. Појављује се Фјорело и представља се Дрифтвуду као менаџер „највећег тенора на свету”. Дрифтвуд, који верује да Фјорело мисли на Ласпарија (који још увек лежи без свести пред њиховим ногама), несвесно потписује уговор са Рикардом.
Ускоро, Дрифтвуд, госпођа Клејпул, Роза, Ласпари и Готлиб полазе из Италије у Њујорк на прекоокеанском броду. Након што су се опростили од Розе на пристаништу, Рикардо, Фјорело и Томасо се сакривају у Дрифтвудовом пртљагу. Када их открије, Дрифтвуд покушава да их натера да оду, јер очекује састанак са госпођом Клејпул. Фјорело одбија да оде док нешто не поједу, и на крају се Дрифтвудова веома мала кабина препуни гомилом људи.
Касније, Ласпари примећује три слепа путника међу италијанским имигрантима на броду, и они бивају ухваћени и бачени у бродски притвор. Они беже уз Дрифтвудову помоћ и успевају да се ушуњају у земљу преузимајући идентитет тројице познатих брадатих авијатичара, који такође путују на броду. Током добродошлице хероја у Њујорку, слепи путници су разоткривени као преваранти и беже, скривајући се у Дрифтвудовој хотелској соби док их прогања полицијски наредник Хендерсон.
У међувремену, Роза и Рикардо се поново налазе након што се он попне на прозор њене хотелске собе. Појављује се Ласпари и након обрачуна са Рикардом, Готлиб отпушта и Розу и Дрифтвуда из оперске компаније. Момци одлучују да се освете тако што ће разним лудоријама саботирати извођење Трубадура прве вечери, а на врхунцу отимају Ласпарија са бине, што приморава Готлиба да позове Рикарда да га замени; Рикардо прихвата посао под условом да Роза замени и главну женску улогу. Госпођа Клејпул и публика видно преферирају Рикарда над Ласпаријем, а Ласпарија извиждају и гађају јабуком након што се врати на бину. Филм се завршава са Дрифтвудом и Фјорелом који преговарају о другом уговору док Роза и Рикардо певају на бис.

## Улоге
| Глумац              | Улога              |
| ------------------- | ------------------ |
| Граучо Маркс        | Отис Б. Дрифтвуд   |
| Харпо Маркс         | Томасо             |
| Чико Маркс          | Фјорело            |
| Кити Карлајл        | Роза Касталди      |
| Алан Џоунс          | Рикардо Барони     |
| Маргарет Думонт     | госпођа Клејпул    |
| Зиг Руман           | Херман Готлиб      |
| Волтер Вулф Кинг    | Родолфо Ласпари    |
| Роберт Емет О’Конор | наредник Хендерсон |
| Едвард Кин          | капетан            |
| Пернел Прат         | градоначелник      |

## Продукција
У интервјуу са Ричардом Ј. Анобилом у Албуму браће Маркс, Граучо је рекао да је био толико ужаснут раним нацртом сценарија — које су очигледно написали Берт Калмар и Хари Руби — да је повикао: „Зашто се [_] са другоразредним талентима, позовите Кауфмана и Рискинда [да напишу сценарио]!”
На предлог продуцента Ирвинга Талберга, филм је означио промену правца у каријери браће Маркс. У својим Paramount филмовима, ликови браће су били много анархичнији: нападали су скоро свакога ко је имао толико несреће да им се нађе на путу без обзира да ли су то заслужили или не, иако комично. Талберг је, међутим, сматрао да ово чини браћу несимпатичним, посебно за женску публику. Тако су у филмовима MGM-а браћа претворена у позитивније ликове, који чувају већину својих комичних напада за негативце.
Иако се неким фановима браће Маркс нису допале ове промене, филм је постао солидан хит. Помогло је то што је филм садржао нешто од онога што су обожаваоци сматрали међу најсмешнијим и најупечатљивијим шалама браће. Ове шале су пажљиво осмишљене у серији наступа на сцени уживо, кад су браћа кренула на пут и изводила нови материјал широм земље пре почетка снимања.
Међутим, према речима Оскара Леванта, прва претпремијера завршеног филма у Лонг Бичу била је „катастрофална”, а код друге се „ретко ко смејао”. Талберг и Џорџ С. Кауфман провели су дане у просторији за монтажу, прилагођавајући тајминг тако да одговара ритму сценског наступа. Око девет минута је исечено из филма, а резултат је био погодак.
Веран свом наслову, филм укључује адаптације неких стварних оперских сцена из Пајаца и Трубадура, укључујући Miserere дует који певају Кити Карлајл и Алан Џоунс. Оперска поставка је такође омогућила MGM-у да дода велике продукцијске нумере (што је била једна од карактеристика овог студија), као што су песма „Alone”, уз одлазак пароброда, и песма „Cosi Cosa” са италијанским бифеом и плесом.
Карлајлова и Џоунс су били обучени за оперско певање и њихови гласови су коришћени у филму. Волтер Вулф Кинг је био обучени баритон, али је у филму глумио тенора. Његово певање је синхронизовао тенор Метрополитен опере, Тенди Макензи.

## Издање

### Накнадно реиздање
Филм је првобитно требало да почне тако што би сваки од браће Маркс наизменично рикао уместо Лава Леа (чувене маскоте MGM-а); Харпо је требало да затруби. Овај јединствени увод је направљен, али није коришћен у објављеном филму јер је шеф студија Луис Б. Мајер сматрао да ће ова пародија покварити репутацију компаније. Међутим, овај увод се појавио годинама касније у трејлеру за поновно објављивање филма.
Према MGM-овом континуитету прекидања дијалога и аудио коментару Леонарда Малтина на DVD издању, филм је првобитно почињао (након уводне шпице) сликом „чамца у каналу”. Потом би се појавио текст који је гласио „ИТАЛИЈА – ГДЕ ЦЕО ДАН ПЕВАЈУ, А НОЋУ ИДУ У ОПЕРУ”, а пратила га је музичка нумера која је садржала делове Пајаца у извођењу „свакодневних” Италијана: чистач је певао део пролога док је поздрављао човека који је потом делио карте за оперу групи деце која је изашла из продавнице; деца одговарају са „la-la-la-la-la, verso un paese strano”; „капетан” силази низ степенице, поздравља стражара, а затим почиње са „Vesti la giubba”; потом се сцена пребацује у предворје хотела, где „човек са пртљагом” котрља ковчег и певуши о „божанском нектару”; конобар се придружује у песми са пртљагом, улази у трпезарију и пева док служи човека који такође отпева неколико нота; конобар затим прелази трпезарију да би разговарао са госпођом Клејпул (Маргарет Думонт), означавајући почетак филма у постојећим копијама.
У свом коментару, Малтин понавља тврдњу коју је првобитно изнео Глен Мичел у Енциклопедији браће Маркс да је ова сцена исечена током Другог светског рата како би се уклониле референце на Италију. Међутим, према записима Америчке филмске асоцијације, филм је преправио студио 1938, годину дана пре почетка рата, због притужби италијанске владе да је „исмејавао Италијане”. Измене су направљене на главном негативу филма и нису сачувани отисци оригиналне верзије. Овај значајан рез, са још неколико малих направљених отприлике у исто време, разлог је зашто је наведено време трајања филма (95 минута) било три минута дуже од постојећих верзија.
Честе гласине о Ноћи у опери укључују присуство оца браће Маркс, Сема Маркса (познатог и као „Френчи”), на броду и на доку, како им маше. И Граучо и Харпо су то навели као чињеницу у својим мемоарима, а филмски критичар Леонард Малтин то понавља у DVD коментару. Међутим, ово се није могло догодити, јер је Сем Маркс умро 1933. године, током препродукције Пачје супе, две године пре него што је објављена Ноћ у опери. Гласине су се појавиле зато што је Френчи имао сличну камео улогу у ранијем филму браће Маркс, Мајмунска посла. Међутим, постоји референца на мајку браће Маркс, Мини Маркс, током сцене у кабини, у којој жена пита: „Да ли је моја тетка Мини овде?”
Део концепта приказивања браће Маркс као слепих путника на броду је рециклиран из Мајмунских посла. Док се ликови Грауча и Маргарет Думонт укрцавају на прекоокеански брод, Думонтова пита Грауча: „Јеси ли сигуран да имаш све, Отисе?”; Граучо одговара: „Још никада нисам имао никакве притужбе.” У два различита интервјуа са Диком Кејветом у његовој емисији, Граучо је тврдио да је та размена дијалога била забрањена у већини држава када је филм објављен јер је била превише сугестивна, иако је број држава варирао у зависности од верзије приче.

### Скривени материјал
У сцени у којој се тројица слепих путника прерушавају у „три највећа авијатичара на свету”, чини се као да Дрифтвуд прича нешто бесмислено са достојанственицима. Он заправо прича енглески; ако се снимак пусти уназад, чује се шта говори („Овај човек вас оптужује да сте варалице” итд.). Његов глас је снимљен нормално, затим је пуштен уназад и синхронизован преко сцене у постпродукцији.

## Музичке нумере
- „Alone” (Насио Херб Браун и Артур Фрид)
- „Santa Lucia]]”
- „Garibaldi Hymn”
- „All I Do Is Dream of You”
- „Cosi-Cosa” (Бронислав Капер и Валтер Јурман)
- „Take Me Out to the Ballgame”
- „Stridono lassù” (из Пајаца)
- Увод у Трубадура
- „Anvil Chorus” (из Трубадура)
- „Stride la vampa” (из Трубадура)
- „Di quella pira” (из Трубадура)
- „Miserere” (из Трубадура)

## Промена стила
Ноћ у опери започела је нову еру стила комедије браће Маркс. Док су се њихове претходне комедије за Paramount Pictures састојале од сталне салве шала унутар лабаво зацртане приче, Ноћ у опери је била срачуната комедија. Продуцент Ирвинг Талберг инсистирао је на снажној структури приче, која ће учинити браћу симпатичнијим ликовима, преплићући њихову комедију са романтичним заплетима и некомичним спектакуларним музичким нумерама. Мете њихових несташлука углавном су биле ограничене на чисте негативце. Талбергова логика је била да би браћа могла да добију „двоструко већу зараду уз половину смеха”, верујући да ће њихови филмови привући ширу публику. Сам Граучо се сложио са Талберговим образложењем. У својој аутобиографији, Граучо и ја, написао је о 13 филмова браће Маркс: „Два су била далеко изнад просека. Неки други су били прилично добри. Неки су били жалосни. Најбоља два је направио Талберг” – ово се односи не само на Ноћ у опери, већ и на Дан на тркалишту.
Друга идеја на коју је Талберг пристао била је да пре него што почне снимање надолазећег филма, браћа Маркс испробају нов материјал на сцени водвиља, радећи на комичном тајмингу и тестирању које шале и гегови изазивају смех, а који не. Шале су биле подметнуте у складу са тим, тако да је смех могао бити тачно темпиран. Оно што је требало да постане чувена сцена у „кабини” је скоро елиминисано јер није изазивало смех. Једне вечери браћа Маркс су бацила сценарио и импровизовали целу сцену. Као резултат тога, слаба сцена је претворена у један од њихових најчувенијих класика.
У Ноћи у опери, сваки од ликова браће је био префињен: Граучо је био нешто мање бесмислен и мање проблематичан; Чико је постао у мањој мери преварант и стекао нешто интелигенције; Харпо је постао мање несташан и више саосећајан. Филм урања право у заплет и комедију, при чему свака сцена има јасан почетак, средину и крај. Крај се састојао од великог финала на традиционални MGM музички начин, нешто што је недостајало филмовима браће снимљеним за Paramount.

## Пријем

### Зарада
Филм је укупно зарадио 1.815.000 долара: 1.164.000 долара у САД и Канади и 651.000 долара у остатку света. Остварио је профит од 90.000 долара.

### Критике
Критике су у време изласка биле позитивне. Андре Сенвалд из новина The New York Times је написао: „Ако је Ноћ у опери мало испод њиховог најбољег филма, она је такође знатно изнад стандарда комедије који је био наш део откако су напустили платно. Џорџ С. Кауфман и Мори Рискинд су дали филму одјекујући слепстик и он се њиме рукују са манијакалним одушевљењем.” „Материјал за комедију је увек добар, а понекад и бриљантан”, известио је Variety. „Ово би требало да буде фешта смеха са свим врстама публике”, писао је The Film Daily. „Ово је добар филм браће Маркс, добар као и сваки други који су направили”, написао је Џон Мошер у часопису The New Yorker. „Можда није нов или изненађујући, али је брз и смешан.”
Филм на сајту Rotten Tomatoes има рејтинг одобравања од 97% на основу 69 рецензија, са просечном оценом 8,7/10. Критички консензус сајта гласи: „Лубенице можда нису у сезони, али у Ноћи у опери, безобразни смех браће Маркс никада није ништа мање него бурно свеж.” Кен Хенк назива филм „хистеричним, али не и дораслим претходним филмовима браће”. Марк Борн се слаже: „[Браћа Маркс] и даље пуштају ваздух из пуњених кошуља и пеку на роштиљу неколико светих крава, али нешто се изгубило у свом том MGM-у када је крајњи антиауторитарни тим са платна почео да ради на страни улице Ендија Хардија”.
Роџер Иберт је признао да, иако Ноћ у опери „садржи нека од њихових најбољих дела”, он је „премотао унапред преко слатких интерлудија које укључују Кити Карлајл и Алана Џоунса”. Данел Грифин је рекао: „Ноћ у опери је смешна, али ово НИСУ браћа Маркс, а њихов ранији стил је толико промашен да филм пада у воду. Главни проблем са Ноћи у опери је очигледан недостатак анархије која је заштитни знак браће Маркс. Оно што их је у њиховим ранијим филмовима разликовало од свих осталих комичара је њихова јетка оптужба друштва.”
Филм је препознат од стране Америчког филмског института на следећим листама:
- 100 година АФИ-ја... 100 комедија − 12. место[25]
- 100 година АФИ-ја... 100 филмова (10. годишњица) − 85. место[26]